# Bolitoglossa cerroensis
Bolitoglossa cerroensis é uma espécie de anfíbio caudado pertencente à família Plethodontidae, sub-família Plethodontinae.